# Алашеевы
Алашеевы (Алашаевы) — древний русский дворянский род восходящий к XVII веку.
Род записан дворянским депутатским собранием в VI часть дворянской родословной книги Симбирской губернии Российской империи и был утверждён Герольдией Правительствующего Сената в древнем дворянстве.
Известны ещё несколько родов Алашеевых, имеющих более позднее происхождение.

## История рода
Дворянский род этой фамилии берёт свою историю от Фёдора Алашеева, вёрстанного населёнными поместьями (1627). Любим Петрович вёрстан новичным окладом по Арзамасу (1628). Никита Иванович вёрстан поместьем в Симбирском уезде (1653). Алексей Иванович владел поместьем в Арзамасском уезде (1695). Фёдор Ермолаевич служил в рейтарах (1697) и владел поместьем в Каширском уезде. Гаврила Алашеев служил в детях боярских по Симбирску (1698).
Один представитель рода владел населённым имением (1699).

## Известные представители
- Алашеев, Николай Валерианович — депутат второй Государственной Думы от Вятской губернии, член Народно-социалистической фракции.